# Haitske Pijlman
Haitske Pijlman (Grouw, 16 juni 1954) is een voormalig Nederlands hardrijdster op de lange- en kortebaan.

## Biografie
Haitske Pijlman werd drie jaar na de laatste podiumplaats van Atje Keulen-Deelstra in 1974 de tweede Nederlandse die een medaille kreeg omgehangen op het ereschavot van een WK Sprint. Ze hield op het WK Sprint van 1977 in Alkmaar de Canadese Pat Durnin met slechts 0,06 punt achter zich op de vierde plaats. Eerder dat jaar won Pijlman bij het NK Allround nog een zilveren medaille achter winnares Sijtje van der Lende.
Pijlman is getrouwd met oud-schaatser Jos Valentijn en moeder van oud-turnster Rikst Valentijn.

## Persoonlijke records
| Afstand    | Tijd    | Datum           | Baan                 |
| ---------- | ------- | --------------- | -------------------- |
| 500 meter  | 42,44   | 26 januari 1980 | Davos                |
| 1000 meter | 1.25,54 | 19 januari 1980 | Davos                |
| 1500 meter | 2.14,77 | 9 januari 1979  | Madonna di Campiglio |
| 3000 meter | 4.49,05 | 16 maart 1976   | Medeo                |

## Resultaten
| Jaar | NK Kortebaan Junioren | NK Kortebaan | NK Junioren B | NK Junioren A | NK Allround | Olympische Spelen  | WK Allround | WK Sprint |
| ---- | --------------------- | ------------ | ------------- | ------------- | ----------- | ------------------ | ----------- | --------- |
| 1972 | Zilver                |              | Brons         |               |             |                    |             |           |
| 1973 |                       |              |               | 6e            |             |                    |             |           |
| 1974 | Goud                  |              |               | 12e           |             |                    |             |           |
| 1975 |                       |              |               |               | 5e          |                    | NC25        | 11e       |
| 1976 |                       |              |               |               | DQ4         |                    | NC17        | 9e        |
| 1977 |                       |              |               |               | Zilver      |                    | 5e          | Brons     |
| 1978 |                       | Goud         |               |               | NC15        |                    |             | 6e        |
| 1979 |                       |              |               |               | 10e         |                    |             | 27e       |
| 1980 |                       |              |               |               | NF3         | 15e 500m 14e 1000m |             |           |
| 1982 |                       | 6e           |               |               |             |                    |             |           |

DQ# = gediskwalificeerd op de # afstand
NC# = niet gekwalificeerd voor de laatste afstand, maar wel als # geklasseerd in de eindrangschikking
NF# = niet gefinisht op de # afstand

### Medaillespiegel
| Kampioenschap | Goud · | Zilver · | Brons · |
| ------------- | ------ | -------- | ------- |
| NK Allround   | 0      | 1        | 0       |
| WK Sprint     | 0      | 0        | 1       |

## Nederlandse records
| Nr. | Afstand        | Tijd    | Datum               | Baan        |
| --- | -------------- | ------- | ------------------- | ----------- |
| 1   | 500 meter      | 43,44   | 1 maart 1975        | Inzell      |
| 2   | sprintvierkamp | 178.890 | 1/2 maart 1975      | Inzell      |
| 3   | 500 meter      | 43,23   | 15 maart 1976       | Medeo       |
| 4   | 1000 meter     | 1.25,55 | 16 maart 1976       | Medeo       |
| 5   | 500 meter      | 42,62   | 6 februari 1977     | Keystone    |
| 6   | sprintvierkamp | 178.750 | 11/12 februari 1978 | Lake Placid |
| 7   | 500 meter      | 42,51   | 5 maart 1978        | Inzell      |
| 8   | sprintvierkamp | 177.920 | 5/6 januari 1979    | Inzell      |
| 9   | sprintvierkamp | 176.800 | 5/6 februari 1979   | Heerenveen  |
| 10  | 1000 meter     | 1.25,54 | 19 januari 1980     | Davos       |
| 11  | 500 meter      | 42,44   | 26 januari 1980     | Davos       |
| 12  | sprintvierkamp | 174.605 | 26/27 januari 1980  | Davos       |